# Gerd von der Becke
Gerd von der Becke (ur. 1370 lub ok. 1380; zm. 7 grudnia 1430 w Gdańsku) – gdański polityk, burmistrz Gdańska w latach 1413-1430.
Był jednym z popleczników Krzyżaków w Gdańsku, cieszył się szczególnymi względami wielkiego mistrza krzyżackiego Henryka von Plauen, który w 1412 mianował go członkiem tzw. Rady Krajowej, powołanej głównie w celu łatwiejszego nakładania podatków na rzecz Zakonu.
W 1413 został wybrany burmistrzem Głównego Miasta Gdańska (Burgum Dantzike). W tym samym roku – w nagrodę za poparcie – otrzymał od Krzyżaków pobliską wieś Wrzeszcz.
Rok później doszło w Gdańsku doszło do zamieszek skierowanych przeciw Krzyżakom i popierającemu ich burmistrzowi. Becke został oskarżony o współodpowiedzialność za machinacje Zakonu w kwestii polityki monetarnej (dzierżawił mennicę krzyżacką). Jego dom i mennica zostały splądrowane, a on sam musiał się ratować ucieczką. Zaraz po opanowaniu rozruchów przez wojsko krzyżackie powrócił do miasta i odzyskał stanowisko. Przywódców buntu aresztowano, wielu ścięto, część ratowała się ucieczką. W 1418 oskarżyli oni burmistrza von der Becke o bezprawną konfiskatę majątku – udało im się nawet uzyskać wyrok skazujący go na banicję (przed sądem Zygmunta Luksemburczyka), jednak w obronie wystąpił Wielki Mistrz i Rada Miasta Gdańska.
Urząd Burmistrza Gerd von der Becke pełnił aż do śmierci 7 grudnia 1430. Przez cały ten czas był oddanym poplecznikiem Krzyżaków, za co otrzymał m.in. wsie Szklana Góra oraz Wojnowo. Pochowano go w kościele Mariackim, obok zmarłej wcześniej żony Demuth von Ummen.